# Bubach (St. Wendel)
Bubach ist der kleinste Stadtteil von St. Wendel im Saarland. Bis Ende 1973 war Bubach eine eigenständige Gemeinde. Insbesondere zur Unterscheidung von Bubach-Calmesweiler wird auch die Bezeichnung Bubach im Ostertal verwendet.

## Geographie
Bubach liegt im Landkreis St. Wendel, im nördlichen Saarland, in einem Seitental der Oster.

## Geschichte
Erstmals erwähnt wurde das Dorf als Bobbach im Jahre 1449. Abgeleitet wird der Ortsname vom mittelhochdeutschen buoche = Buche.
Der Ort gehörte teilweise dem Kloster Wörschweiler, dann der Propstei St. Remigius, und kam im 15. Jahrhundert in den Besitz der Familie Blick von Lichtenberg. Im 16. Jahrhundert erhoben die Grafen von Nassau-Saarbrücken Anspruch auf das Dorf. Nachdem im 17. Jahrhundert das Geschlecht derer von Lichtenberg ausgestorben war, wurden die Herren von Günderode die neuen Eigentümer.
Seit 1816 zählte der Ort zum bayerischen Rheinkreis. 1947 verließen Bubach und die weiteren Ostertaler Gemeinden Hoof, Marth, Saal, Niederkirchen und Osterbrücken nach einer Volksabstimmung den bayerisch-pfälzischen Landkreis Kusel und wechselten in den Landkreis St. Wendel des damals autonomen Saarlands. Hauptanliegen der Ostertaler Bevölkerung war die Arbeitsplatzsicherheit für die meist im Saarland arbeitenden Menschen. Die Ängste schienen begründet, da 1929 Pfälzer die ersten waren, die von Entlassungen im damals französisch verwalteten Saargebiet betroffen waren.
Am 1. Januar 1974 erfolgte im Zuge der Gebiets- und Verwaltungsreform im Saarland die Eingemeindung in die Kreisstadt St. Wendel. Seit 1994 gehört Bubach zum Gemeindebezirk Niederkirchen.